# Galeandra baueri
Espèce
Classification phylogénétique
Galeandra baueri est l'espèce type du genre Galeandra appartenant à la famille des Orchidaceae. Elle a été nommée par John Lindley en l'honneur du peintre d'orchidées autrichien Franz Andreas Bauer (1758-1840). Cette espèce se rencontre en Guyane et au nord du Brésil.

## Synonymes
- Galeandra cristata Lindl.
- Galeandra funckii Lindl. ex Rchb.f.
- Galeandra funckiana Lindl. ex Rchb.f.